# Мартин Светлославов – Мъци
Мартин П. Светлославов, повече известен като Мъци или наричан от някой  за Трите косъма е български инфлуенсър и ютюбър. Той е един от първите и един от най-популярните влогъри в България. Мъци е на 38-а позиция по брой абонирани (над 380 000) сред българската аудитория в YouTube към 2023 г.

## Биография
Мъци е родом от София. Изучава реклама, графичен и пространствен дизайн в 3-то СУ „Марин Дринов“, гр. София. Следва бизнес и маркетинг в Coventry University, Англия.

## YouTube клипове
Мъци е влогър и един от най-успешните инфуленсъри в България с над 380 000 абонати в „Ютюб“ и с над 97 000 последователи в „Инстаграм“. Създава видео (скечове и реакции) за „Ютюб“ от 2014 г. За 2021 г. ForbesBulgaria го класира на 12-а позиция в класацията „Топ 20 на най-влиятелните влогъри в България“ с близо 329 000 абонати, общо 106 млн. гледания и средно 221 хил. гледания на всеки от 479-те до момента качени от него клипа.
Практическият му опит в областта на маркетинга също му помага да разработва канали за правилно промотиране и впоследствие увеличаване на аудиторията. Често кани други ютюбъри (Сандев и Стела, Чефо, Тодор Азов, Ники Гурманов, Боян Тодоров, Никол и Васето, Флора и др.), за да коментират заедно нелепи предавания или моменти от телевизионния ефир. Едни от най-гледаните му епизоди са реакциите на култовото предаване „Съдби на кръстопът“.

## Тормоз от страна на Мъци
Между 2018 и 2019 г. Мъци публикуваше серия от видеа, озаглавена „Епопеята на Лазар“, в която систематично се подиграваше и осмиваше тийнейджъра Лазар (който беше непълнолетен към момента). Макар видеата да бяха представяни като хумористични, тонът им често беше язвителен и унизителен, а поредицата постепенно прерасна в целенасочена омраза към момчето.
Каналът на Мъци по това време разполагаше със значителна аудитория, наброяваща стотици хиляди абонати. Зрителите му бяха насърчавани да изтеглят и изпращат видеа на Лазар, за да може той да ги използва в нови реакции. В резултат бяха създадени десетки видеа, в които Лазар редовно беше осмиван и използван като централен обект на съдържание.
Тези видеа събираха стотици хиляди, а понякога и милиони гледания, и изиграваха съществена роля за растежа на популярността на канала. Независимо от въздействието на тази поредица върху публичния образ и психическото състояние на Лазар, до ден днешен Мъци никога не е  изразявал публично извинение или признание за възможните вреди, причинени от действията си.

## Турнета
През 2022 г. организира заедно с инфлуенсъра Йоан-Петър турне, посветено на „ТикТок“ културата, което повтарят и през 2023 г. в 7 български града.

## Книги
Мъци има три авторски книги. „Лисица“ и „Чифт“ са сред най-продаваните книги в месечни класации на издателство „Сиела“.
- 2020 г. – „Лисица“ (изд. „Сиела“)[20]
- 2021 г. – „Чифт“ (изд. „Сиела“)
- 2021 г. – „Армия: Трите лица на войната“ (изд. Condanz Books)
- 2022 г. – „Тиктокология“ (със съавтор Йоан-Петър, изд. Condanz Books) – първата интерактивна енциклопедия, посветена на „ТикТок“ културата в България
- 2023 г. – „Демонът от Панагюрище“ (изд. Condanz Books)